# Стрільцівка
Стрільці́вка — село в Україні, у Міловській селищній громаді Старобільського району Луганської області. Населення становить 566 осіб.

## Історія
За даними на 1864 рік у казенній слободі Старобільського повіту Харківської губернії мешкало 1682 особи (870 чоловічої статі та 802 — жіночої), налічувалось 183 дворових господарства, існувала православна церква, відбувався щорічний ярмарок.
Станом на 1885 рік у колишній державній слободі, центрі Стрільцівська волості, мешкало 1835 осіб, налічувалось 269 дворових господарств, існували православна церква, школа, поштова станція й 3 лавки, відбувалось 3 ярмарки на рік.
За переписом 1897 року кількість мешканців зросла до 2109 осіб (1027 чоловічої статі та 1082 — жіночої), з яких всі — православної віри.
За даними на 1914 рік у слободі проживало 2707 мешканців.
Село постраждало внаслідок геноциду українського народу, вчиненого урядом СССР у 1932—1933 роках, кількість встановлених жертв — 255 людей.

## Населення
За даними перепису 2001 року населення села становило 566 осіб, з них 89,05 % зазначили рідною мову українську, 10,78 % — російську, а 0,17 % — іншу.

## Економіка
Одним з найвідоміших і найдавніших в Україні підприємств є Стрільцівський (= Стрілецький) кінний завод, організований ще 1805 року, який тепер має назву Філія "Стрілецький кінний завод №60" і діє в складі Державного підприємства «Конярство України», заснованого 2010 року.
Стрілецький кінний завод виростив високоякісного «дербіста» чистокровної верхової породи жеребця Брімстона, який дав чотири «дербіста» в тому числі тричі вінчаного жеребця Будинка.

## Пам'ятки
Неподалік від села розташований ботанічний заказник місцевого значення «Крейдяні відслонення».

## Також
- Перелік населених пунктів, що постраждали від Голодомору 1932-1933, Луганська область